# Adamo (album 1962)
Adamo è un album discografico del 1962 di Salvatore Adamo.

## Descrizione
Raccoglie brani già pubblicati su singolo nel periodo 1960-1961 prima di firmare un contratto con la casa discografica Pathé. Venne ripubblicato con i titoli Si J'Osais e International.

## Tracce
1. Si J'Osais – 2:59 (Salvatore Adamo, Nico Gomez e Aimable Donfut)
2. Rosina – 2:14 (Salvatore Adamo, Nico Gomez e Aimable Donfut)
3. Poor Fool – 2:11 (Salvatore Adamo, Nico Gomez e Aimable Donfut)
4. Perché – 2:24 (Bracca e Salvatore Adamo)
5. Cara bambina – 2:15 (Salvatore Adamo, Nico Gomez e Aimable Donfut)
6. Laurence – 2:31 (Salvatore Adamo, Nico Gomez e Aimable Donfut)
7. Why Do You Come So Late – 2:05 (Salvatore Adamo, Nico Gomez e Aimable Donfut)
8. Se pensi a me – 2:15 (Bracca e Salvatore Adamo)

Durata totale: 18:54